# Canistrum tenuisepalum
Canistrum tenuisepalum är en gräsväxtart som först beskrevs av Elton Martinez Carvalho Leme, och fick sitt nu gällande namn av Ined. Canistrum tenuisepalum ingår i släktet Canistrum och familjen Bromeliaceae. Inga underarter finns listade i Catalogue of Life.